# 언더우드도가머리박쥐
언더우드도가머리박쥐(Eumops underwoodi)는 큰귀박쥐과에 속하는 박쥐의 일종이다. 벨리즈와 코스타리카, 엘살바도르, 과테말라, 온두라스, 멕시코, 니카라과, 미국 남서부에서 발견된다.

## 특징
언더우드도가머리박쥐는 모랫빛 갈색을 띤다. 날개폭이 51~56cm로 대형 박쥐의 일종이며, 미국에서 발견되는 박쥐 중에서 큰사냥개박쥐 다음으로 두번째로 크다. 길고 좁은 날개 그리고 뼈와 근육으로 이루어진 어깨를 갖고 있어서 아주 빨리 날 수 있으며, 밤새도록 비행할 수 있는 것으로 추정된다. 도가머리박쥐속에 속하는 다수의 다른 종들처럼 꼬리 비막에서 멀리 떨어져 붙어 있는 자유 꼬리를 갖고 있다.

## 분포 및 습성
벨리즈와 코스타리카, 엘살바도르, 과테말라, 온두라스, 멕시코, 니카라과, 미국 남서부에서 발견된다. 겨울 서식지는 잘 알려져 있지 않다. 분포 지역 북부 지역에서 겨울에 남쪽으로 이동하는 것으로 추정된다.

## 생식
6월 또는 7월에 한 마리의 새끼를 낳는다.